# Agrotis sesamioides
Agrotis sesamioides är en fjärilsart som beskrevs av Hans Rebel 1907. Agrotis sesamioides ingår i släktet Agrotis och familjen nattflyn. Inga underarter finns listade i Catalogue of Life.